# La Linea (tekenfilm)
La Linea (Italiaans voor "De Lijn") is een serie tekenfilms van de Italiaanse tekenaar Osvaldo Cavandoli. De serie zag het levenslicht in 1969. De stem van het La Linea-figuurtje werd ingesproken door stemacteur en clown Carlo Bonomi, die een vergelijkbare rol vervulde in de animatieserie Pingu. In Nederland werd La Linea uitgezonden door de VPRO in de jaren 1978, 1985 en 1988.
Het bijzondere van de animatie in La Linea is dat bijna alles bestaat uit een enkele lijn, dus zowel de hoofdpersoon, het mannetje La Linea, als alles wat hij tijdens zijn avonturen tegenkomt. Een uitzondering hierop wordt gevormd door de hand van de animator die zo nu en dan in beeld verschijnt om iets uit te wissen of bij te tekenen.
Een typische aflevering begint met de hoofdfiguur die over het scherm loopt tegen een monochrome achtergrond. Als een obstakel voor hem opdoemt, of als de lijn plotseling eindigt, schreeuwt hij net zo lang in een grappig, onbegrijpelijk brabbeltaaltje tegen de tekenaar totdat die ingrijpt en met een paar potloodlijnen het probleem oplost.
La Linea werd oorspronkelijk gecreëerd als mascotte in reclamefilmpjes voor het Italiaanse merk Lagostina. Maar al snel werden er echte animatiefilmpjes gemaakt zonder publicitaire doeleinden en ging het figuurtje een eigen bestaan leiden, zoals dat ook gebeurde met bijvoorbeeld Calimero of Popeye.
Behalve in tekenfilmpjes verscheen La Linea ook in stripvorm als cartoons, waarin Cavandoli de politieke satire niet uit de weg ging.
In 2005 bracht Jamiroquai het nummer "(Don't) Give Hate a Chance" uit. In de begeleidende videoclip werd eer bewezen aan La Linea. De video is een getekend commentaar op de War on Terrorism en bevat een driedimensionale weergave van het bekende La Linea-figuurtje.